# Liste des sites du Paléolithique moyen en Afrique
Le Paléolithique moyen commence en Afrique avec les sites les plus anciens ayant livré des outils lithiques issus d'un procédé de débitage laminaire, il y a plus de 400 000 ans.

## Moustérien
Le Moustérien est une industrie lithique commune à l'Afrique du Nord, au Moyen-Orient, et à l'Europe.

### Maroc
- Djebel Irhoud, 300 000 ans

## Atérien

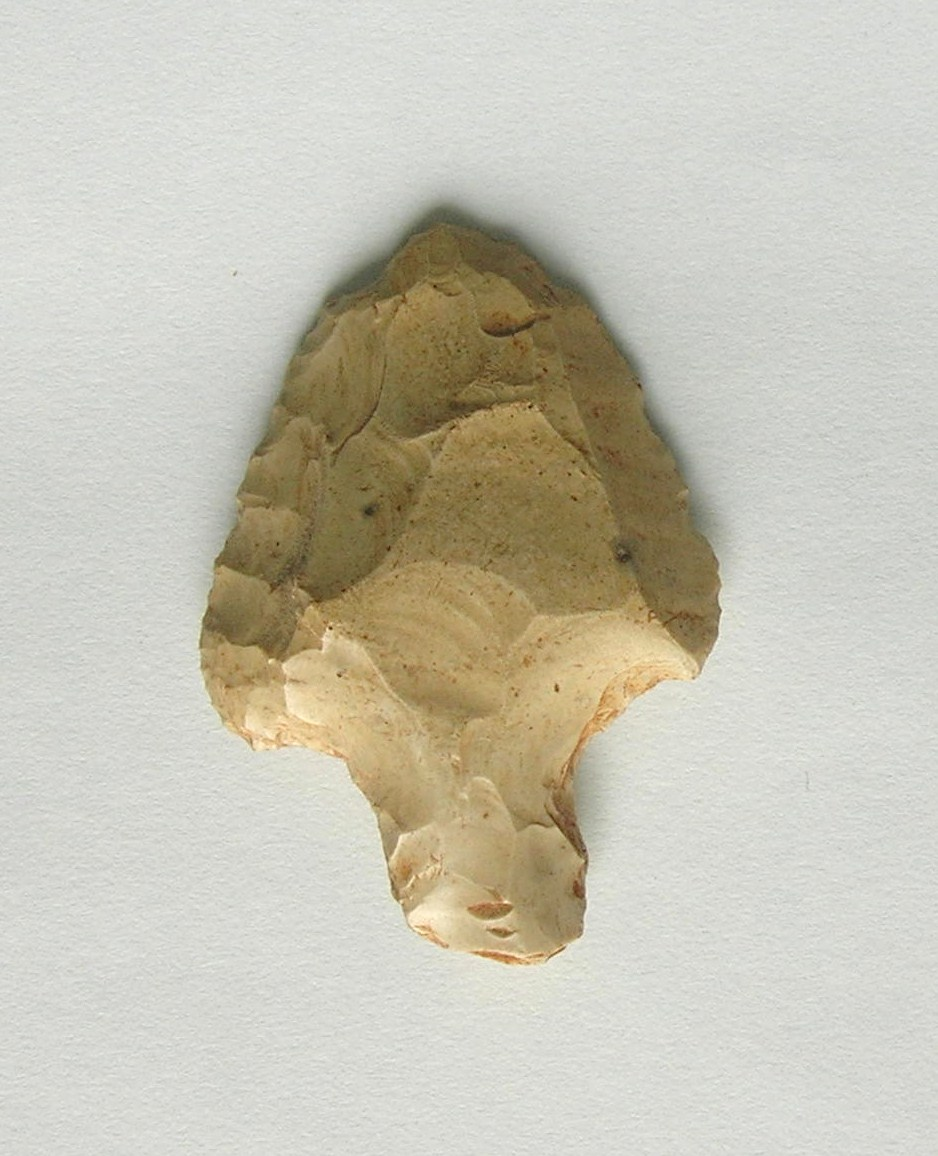
Pointe pédonculée atérienne

L'Atérien est une industrie lithique couvrant le Maghreb et le Sahara. Il doit son nom au site de Bir el-Ater, au sud de Tebessa, en Algérie, où il a été décrit par Maurice Reygasse en 1922. L'Atérien s'étend entre 145 000 et 30 000 ans avant le présent.

### Algérie
- Bir el-Ater
- Aïn Tagourait
- Kharouba, près de Mostaganem
- Camp Franchet d'Esperey, à Arzew

### Maroc
- Ifri n'Ammar, 145 000 ans
- Grotte des pigeons (Taforalt)
- Dar es-Soltan
- Témara, près de Rabat
- El Harhoura, près de Rabat

### Sahara
- Bir Tefawi, oasis d'Al-Kharga (Égypte)
- Seggedim (Niger)

## Sangoen
Le Sangoen est une industrie lithique attestée dans une grande partie de l'Afrique subsaharienne, allant de l'Afrique de l'Ouest à l'Afrique orientale et australe. Le Sangoen tire son nom du site de Sango Bay, sur la rive ouest du lac Victoria, en Ouganda, où cette industrie fut découverte pour la première fois en 1920. Le Sangoen s'étend entre environ 300 000 et 200 000 ans avant le présent.
- Sango Bay, lac Victoria (Ouganda)
- Rivière Kagera (Ouganda)
- Chutes de Kalambo (Zambie)

## Stillbay
Le Stillbay est une industrie lithique d'Afrique australe et orientale. Il doit son nom au site de Still Bay, dans la province du Cap, en Afrique du Sud, où il fut décrit par les préhistoriens A. J. H. Goodwin et Clarence van Riet Lowe en 1929. L'industrie de Still Bay est datée de 72 000 à 71 000 ans avant le présent.

### Afrique du Sud
- Still Bay
- Grotte de Blombos
- Grotte de Sibudu

## Howiesons Poort
Le Howiesons Poort est une industrie lithique d'Afrique australe. Il doit son nom au site préhistorique de Howieson’s Poort, un abri sous roche proche de Grahamstown, en Afrique du Sud. Cette culture dura environ 5 000 ans, entre 65 000 et 59 500 ans avant le présent.

### Afrique du Sud
- Abri de Howieson’s Poort
- Grottes de la rivière Klasies
- Diepkloof
- Border Cave
- Grotte de Sibudu
- Grotte de Peers
- Grotte des Foyers (Cave of Hearths)
- Grotte Apollo 11 (Namibie)

## Autres sites classés par pays

### Éthiopie
- Gademotta : 280 000 ans. Ce site a livré des pointes de lance en pierre taillée, et une industrie lithique caractérisée par un débitage sur nucléus comparable au débitage Levallois[8],[9].

### Kenya
- Kapthurin (en). Des morceaux d'ocre, datés de 285 000 ans, figurent parmi les plus anciens vestiges connus d'ornement corporel[10].

### Zambie
- Twin Rivers : 260 000 ans. Les fouilles ont permis de découvrir en 1999, dans des couches datées entre 260 000 et 400 000 ans, 176 fragments de pigments et des outils de pierre destinés à être emmanchés.

### Afrique du Sud
- Florisbad : 260 000 ans. Industrie lithique du Middle Stone Age.
- Pinnacle Point : 164 000 à 50 000 ans. Des traces d'utilisation des ressources marines (coquillages), datées de 164 000 ans, ont été mises en évidence. Des preuves plus récentes d'un comportement symbolique sont par ailleurs apportées par de l'ocre raclé et broyé, qui pourrait avoir été utilisé comme pigment pour des peintures corporelles[11].